# Mikroprocesszorok listája
Ez a lista a mikroprocesszorok áttekintésére szolgál, elsősorban tervező szerinti csoportosításban.

## Altera
- Nios 16 bites (szoftverprocesszor)
- Nios II 32 bites (szoftverprocesszor)

## AMD
- AMD K5 processzorok listája
- AMD Athlon processzorok listája
- AMD Athlon 64 processzorok listája
- AMD Athlon XP processzorok listája
- AMD Duron processzorok listája
- AMD Opteron processzorok listája
- AMD Sempron processzorok listája
- AMD Turion processzorok listája
- AMD Athlon X2 processzorok listája
- Az AMD Phenom processzorok listája
- Az AMD FX processzorok listája
- AMD Ryzen processzorok listája

## Apollo
- PRISM

## ARM
- ARM

## Atmel
- Atmel AVR32
- AVR

## AT&T
- Hobbit

## Bell Labs
- Bellmac 32

## BLX IC Design Corporation
- Godson/Loongson

## Broadcom
- XLS 200 sorozat többmagos processzorok[2]

## Centaur Technology/IDT
- WinChip

## Computer Cowboys
- Sh-Boom

## Cyrix
- 486, 5x86, 6x86

## Data General
- microNOVA mN601 és mN602
- microECLIPSE

## Centre for Development of Advanced Computing
- VEGA mikroprocesszorok

## Digital Equipment Corporation
- DEC T-11
- DEC J-11
- DEC V-11
- MicroVAX 78032
- CVAX
- Rigel
- Mariah
- NVAX
- Alpha 21064
- Alpha 21164
- Alpha 21264
- Alpha 21364
- StrongARM

## DM&P Electronics
- Vortex86

## Emotion Engine a Sony és Toshiba cégtől
- Emotion Engine

## Elbrusz
- Elbrusz 2000, E2K (VLIW kialakítás)
- Elbrusz–2SZ+
- Elbrusz–4SZ
- Elbrusz–8SZ

## Electronic Arrays
- Electronic Arrays 9002

## EnSilica
- eSI-RISC

## Fairchild Semiconductor
- 9440
- F8
- Clipper

## Freescale Semiconductor (korábban Motorola)
- Freescale termékek listája

## Fujitsu
- FR
- FR-V
- SPARC64 V

## Garrett AiResearch/American Microsystems
- MP944[3]

## Google
- Tensor processing unit (TPU)

## Harris Semiconductor
- Harris RTX2000

## Hewlett-Packard
- Saturn Nibble CPU (4 bites, 1980-as évek)
- Capricorn (mikroprocesszor) (~ 1980)
- FOCUS – 32 bites verem-alapú mikroprocesszor (1982)
- PA-7000 PA-RISC Version 1.0 (32 bites)
- PA-7100 – PA-RISC Version 1.1
- PA-7100LC
- PA-7150
- PA-7200
- PA-7300LC
- PA-8000 – PA-RISC Version 2.0 (64 bites)
- PA-8200
- PA-8500
- PA-8600
- PA-8700
- PA-8800
- PA-8900

## Hitachi
- SuperH – SH-1, SH-2, stb.

## Inmos
- Transputer T2/T4/T8

## IBM
- 1977 – OPD Mini Processor
- 1986 – ROMP
- 2000 – Gekko processzor
- 2005 – Xenon processzor
- 2006 – Cell processzor
- 2006 – Broadway (mikroprocesszor)
- 2012 – Espresso processzor
- 2016 – IBM Q processzorok

### POWER
- 1990 – POWER1
- 1992 – RISC Single Chip
- 1993 – POWER2
- 1996 – P2SC
- 1998 – POWER3
- 2001 – POWER4
- 2004 – POWER5
- 2007 – POWER6
- 2010 – POWER7
- 2013 – POWER8
- 2017 – POWER9
- 2020 – Power10 – változott a névkonvenció

### PowerPC AS
- 1995 – A10
- 1996 – A25 és A30
- 1997 – RS64
- 1998 – RS64-II
- 1999 – RS64-III
- 2000 – RS64-IV

### z/Architecture
- 2008 – IBM z10
- 2010 – IBM z196
- 2012 – IBM zEC12
- 2015 – IBM z13
- 2017 – IBM z14
- 2019 – IBM z15
- 2021 – IBM Telum

## IIT Madras
- SHAKTI – mikroprocesszor és mikrovezérlő

## Intel
- Intel Core processzorok listája
  - Intel Core 2 processzorok listája
  - Intel Core i3 processzorok listája
  - Intel Core i5 processzorok listája
  - Intel Core i7 processzorok listája
  - Intel Core i9 processzorok listája
  - Intel Core M processzorok listája
- Intel Pentium processzorok listája
  - Intel Pentium Pro processzorok listája
  - Intel Pentium II processzorok listája
  - Intel Pentium III processzorok listája
  - Intel Pentium 4 processzorok listája
  - Intel Pentium M processzorok listája
  - Intel Pentium D processzorok listája
- Intel Celeron processzorok listája
- Intel Atom processzorok listája
- Intel Xeon processzorok listája
- Intel Itanium processzorok listája

## Intersil
- 6100 (12 bites)
- RTX2010

## ISRO
- Vikram 1601[4][5]

## Lattice Semiconductor
- LatticeMico8 8 bites (szoftverprocesszor)
- LatticeMico32 32 bites (szoftverprocesszor)

## MIPS Technologies
- R2000
- R3000
- R3000A
- R6000
- R4000
- R4400
- R8000
- R10000
- R12000
- R14000
- R16000
- R18000

## MOS Technology
- 6502 család

## National Semiconductor
- IMP-16
- PACE
- SC/MP
- NSC800
- NS320xx

## NCR
- NCR/32

## NEC
- μPD707/μPD708
- μCOM-4
- NEC V20
- NEC V25
- NEC V30/V33
- NEC V40
- NEC V50
- NEC V60/V70/V80
- NEC µPD7220
- NEC µPD96050
- µPD765/µPD765A
- µPD7720/µPD77C25
- µPD780C/µPD780C-1
- R4200
- V850

## Novix
- NC4016 (eredetileg NC4000 néven)

## NVIDIA
- Tegra család

## NXP (korábban Philips Semiconductors)
- Signetics 2650

## OpenCores
- OpenRISC család

## Oracle Corporation (korábban Sun Microsystems mikroprocesszorok)
- SPARC – SPARC T és M sorozat

## Panafacom
- PANAFACOM-16A (eredetileg MN1610)

## Plessey Microsystems
- MIPROC 16

## RCA
- 1802

## Renesas Electronics
- M32R

## RISC-V Alapítvány
- RISC-V

## Rise Technology
- rise MP6

## Sun Microsystems
- microSPARC – 32 bites V8
- SuperSPARC
- TurboSPARC
- hyperSPARC
- UltraSPARC – 64 bites V9
- UltraSPARCII
- UltraSPARCIII
- UltraSPARCIV
- UltraSPARCIV+
- UltraSPARC T1
- UltraSPARC T2
- UltraSPARC T2+

## Sunway
Más néven ShenWei (申威)
- SW-1 / SW-2 / SW-3 / SW1600 / SW26010

## STMicroelectronics
- STM32 sorozat

## Tesla
- Tesla D1

## Texas Instruments
- Texas Instruments TMS320
- TMS 1000 – a TI-35 számológépben, Big Trak, és Speak & Spell játékokban használták
- Texas Instruments TMS1100 – a Microvision játékkonzolokban
- Texas Instruments TMS3556 – grafikai csip az EXL 100-ban
- Texas Instruments TMS7000
- Texas Instruments TMS9900

## Toshiba
- Cell
- Toshiba TLCS mikrovezérlők: TLCS-12,[6] TLCS-48, TLCS-Z80, TLCS-90, TLCS-870, TLCS-900

## Transmeta
- Crusoe
- Efficeon

## VIA Technologies
- VIA mikroprocesszorok listája
- VIA C3 mikroprocesszorok listája
- VIA C7 mikroprocesszorok listája
- VIA Eden mikroprocesszorok listája
- VIA Nano mikroprocesszorok listája

## Western Design Center
- 65C02 (8 bites)
- 65816/65802 (16 bites)

## Western Digital
- MCP–1600
  - LSI–11
  - WD16
  - Pascal MicroEngine

## Western Electric
- WE-32000 – átnevezett Bellmac 32, a 3B sorozatú számítógépekben használták

## Xilinx
- PicoBlaze 8 bites (szoftverprocesszor)
- MicroBlaze 32 bites (szoftverprocesszor)

## Zhaoxin
- ZX-C/KX-4000
- ZX-D/KX-5000/KH-30000
- ZX-E/KX-6000
- KX-7000/KH-40000

## Zilog
- Zilog processzorok, mikrovezérlők és egyéb termékek
- Z80 architektúra
- eZ80
- Z800
- Z8000
- Z80000
- Z8 – módosított Harvard-architektúrájú mikrovezérlő-család, nem Z80 kompatibilis

## Fordítás
Ez a szócikk részben vagy egészben  a   List of microprocessors című angol Wikipédia-szócikk ezen változatának fordításán alapul.  Az eredeti cikk szerkesztőit annak laptörténete sorolja fel. Ez a jelzés csupán a megfogalmazás eredetét és a szerzői jogokat jelzi, nem szolgál a cikkben szereplő információk forrásmegjelöléseként.